# 中国人民解放军南京市军事管制委员会
中国人民解放军南京市军事管制委员会，简称南京市军管会，是南京市军事管制期间的最高权力机关。1949年4月28日第一次成立，1950年后权力逐渐移交给南京市人民政府。1967年3月第二次成立，1968年3月撤销。